# Stefano Vietti
Stefano Vietti (Chiari, 29 settembre 1965) è un fumettista italiano.
Collaboratore di diverse case editrici, tra le quali Sergio Bonelli Editore, Star Comics, Edizioni San Paolo e la Disney Italia, Stefano Vietti fa parte dello staff di sceneggiatori di diverse testate, tra le quali Martin Mystère, Nathan Never, Dragonero e il Giornalino.

## Carriera

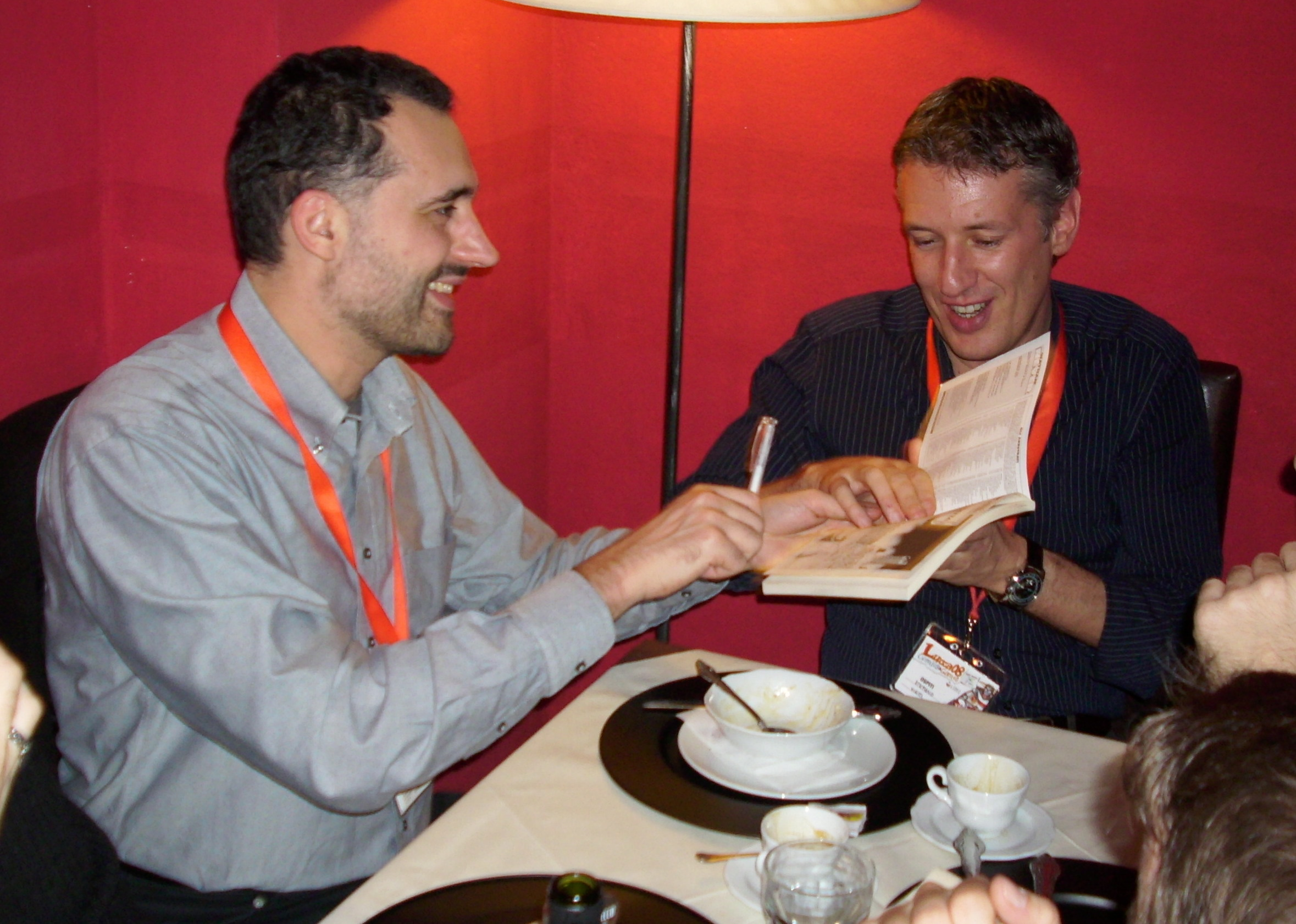
Giancarlo Olivares (a sx) e Stefano Vietti (a dx) autografano un albo di Nathan Never a Lucca Comics & Games 2008

Nel 1990 con altri autori bresciani dà vita al fumetto Full Moon Project (pubblicato dalle Edizioni Eden). Dopo essere entrato nello staff della Star Comics, lavora per Lazarus Ledd e nel 1994 crea con Giancarlo Olivares, Mario Rossi (più noto col nome d'arte di Majo) e Gigi Simeoni la serie fantascientifica Hammer.
Nel 1995, come altri autori della testata Hammer, entra a far parte della Sergio Bonelli Editore, dove scrive diverse sceneggiature per Nathan Never, Legs Weaver, Jonathan Steele, Gregory Hunter, Greystorm, Universo Alfa, Martin Mystère e Zona X (compreso lo spin-off Storie da Altrove, per cui realizza con Alfredo Castelli una storia che vede protagonista Giuseppe Garibaldi).
Nel 1999 collabora con Il Giornalino (Periodici S. Paolo), per cui realizza Yelo III, il fumetto dei Teenage Mutant Ninja Turtles, Gray Logan, N.E.X.T. 02. Oltre a questo realizza anche alcune storie di Kylion per la Disney Italia.
Nel 2007 inizia a scrivere una nuova serie italiana di Spider-Man, per la supervisione di Panini Comics e Marvel. 
Sempre nel 2007 entra nella terzina finalista del premio Mondadori Junior Award con un progetto di romanzi horror per ragazzi ideato con Alberto Ostini e Giancarlo Olivares. 
Dal giugno dello stesso anno, su incarico della Sergio Bonelli Editore, realizza, insieme ai colleghi Luca Enoch e Giuseppe Matteoni, il romanzo a fumetti Dragonero, primo di una nuova collana intitolata Romanzi a fumetti Bonelli e trasformatosi in una serie omonima regolare, sempre ad opera di Vietti ed Enoch, a partire da giugno 2013.
Insieme a Giancarlo Olivares e Marco Checchetto fonda il VOC Studio con l'intento di avviare diversi progetti.
Il 7 ottobre del 2014 viene pubblicato dalla casa editrice Mondadori il suo primo romanzo in prosa, intitolato Dragonero - La maledizione di Thule, ispirato all'omonima serie a fumetti.